# Emmenez-moi
Emmenez-moi è un singolo del 1968 del cantautore francese Charles Aznavour, estratto dall'album Entre deux rêves. Del brano esiste anche una versione in inglese, intitolata Take Me Along e cantata da Aznavour, che è uscita negli Stati Uniti nel 1978.
Il testo è stato scritto dallo stesso Aznavour, mentre la musica e l'arrangiamento sono di Georges Garvarentz. Il brano è composto in La minore e la sua musica è in 3/4.
Emmenez-moi ("Portatemi via") esprime il desiderio del narratore di fuggire lontano, in luoghi esotici ed assolati, per sfuggire alla miseria della sua vita quotidiana ("Mi sembra che la miseria sarebbe meno dolorosa al sole").